# Rágóizmok
Rágóizmoknak nevezzük azt a négy izompárt, melyek az állkapcsot mozgatják:
- halántékizom
- rágóizom
- oldalsó röpizom
- belső röpizom

Egyesek ide sorolják a musculus geniohyoideus, musculus digastricus elülső hasa, musculus mylohyoideus izmokat is, abból a meggondolásból, hogy ezek is képesek a mandibulát elmozdítani, a szájnyítás aktív résztvevői. 
A négy fő rágóizmot a nervus trigeminus nervus mandibularisa idegzi be.
A rágóizom és a belső röpizom emeli az állkapcsot. A halántékizom is emel, de inkább a mandibula finom beállítását végzi. Ezenkívül a hátsó rostjai révén hátrafele is húzza az állkapcsot. A külső röpizom felelős az előretolásért és az oldalratolásért. Előbbi esetben a kétoldali izmok együttes működése szűkséges, utóbbiban csak az ellenoldalié. A szájnyítás több izom (oldalsó röpizom, m. geniohyoideus, m. mylohyoideus, m. digaster elülső hasa) együttműködése és a gravitáció révén valósul meg.